# Tachytrechus planifacies
Tachytrechus planifacies är en tvåvingeart som beskrevs av Robinson 1975. Tachytrechus planifacies ingår i släktet Tachytrechus och familjen styltflugor.
Artens utbredningsområde är Dominica. Inga underarter finns listade i Catalogue of Life.